# Kombinacja norweska na Mistrzostwach Świata Juniorów w Narciarstwie Klasycznym 2019
Kombinacja norweska na Mistrzostwach Świata Juniorów w Narciarstwie Klasycznym 2019 odbyła się w dniach 23-27 lutego 2019 roku w fińskim Lahti. Zawodnicy rywalizowali w czterech konkurencjach: sprincie, zawodach metodą Gundersena i zawodach drużynowych mężczyzn oraz zawodach metodą Gundersena kobiet na dystansie 5 km.

## Wyniki mężczyzn

### Sprint HS100/5 km
23 stycznia
| Pozycja | Zawodnik           | Narodowość | Czas    |
| ------- | ------------------ | ---------- | ------- |
|         | Julian Schmid      | Niemcy     | 13:43,0 |
|         | Johannes Lamparter | Austria    | +5,3    |
|         | Jens Lurås Oftebro | Norwegia   | +13,5   |
| 4.      | Vid Vrhovnik       | Słowenia   | +25,4   |
| 5.      | Andreas Skoglund   | Norwegia   | +47,5   |
| 6.      | Aaron Kostner      | Włochy     | +47,8   |
| 7.      | Simen Kvarstad     | Norwegia   | +47,9   |
| 8.      | Otto Niittykoski   | Finlandia  | +49,8   |
| 9.      | Kasper Moen Flatla | Norwegia   | +50,6   |
| 10.     | Dominik Terzer     | Austria    | +51,1   |

### Gundersen HS100/10 km
27 stycznia
| Pozycja | Zawodnik             | Narodowość        | Czas    |
| ------- | -------------------- | ----------------- | ------- |
|         | Johannes Lamparter   | Austria           | 28:16,8 |
|         | Julian Schmid        | Niemcy            | +12,2   |
|         | Andreas Skoglund     | Norwegia          | +31,4   |
| 4.      | Aaron Kostner        | Włochy            | +35,4   |
| 5.      | Aleksander Skoglund  | Norwegia          | +39,1   |
| 6.      | Jens Lurås Oftebro   | Norwegia          | +45,3   |
| 7.      | Wendelin Thannheimer | Niemcy            | +1:01,7 |
| 8.      | Kodai Kimura         | Japonia           | +1:02,8 |
| 9.      | Jared Shumate        | Stany Zjednoczone | +1:02,9 |
| 10.     | Max Teeling          | Austria           | +1:32,8 |

### Sztafeta HS100/4x5 km
25 stycznia
| Pozycja | Państwo  | Zawodnicy                                                                  | Czas    |
| ------- | -------- | -------------------------------------------------------------------------- | ------- |
|         | Niemcy   | Luis Lehnert Simon Hüttel David Mach Julian Schmid                         | 53:16,4 |
|         | Norwegia | Aleksander Skoglund Kasper Moen Flatla Jens Lurås Oftebro Andreas Skoglund | +14,3   |
|         | Austria  | Florian Dagn Max Teeling Johannes Lamparter Marc Luis Rainer               | +22,5   |
| 4.      | Francja  | Théo Rochat Edgar Vallet Maël Tyrode Mattéo Baud                           | +26,0   |
| 5.      | Słowenia | Rok Jelen Gašper Brecl Ožbej Jelen Vid Vrhovnik                            | +32,1   |
| 6.      | Japonia  | Sora Yachi Sakutaro Kobayashi Daimatsu Takehana Kodai Kimura               | +50,6   |

## Wyniki kobiet

### Gundersen HS100/5 km
23 stycznia
| Pozycja | Zawodniczka           | Narodowość | Czas    |
| ------- | --------------------- | ---------- | ------- |
|         | Ayane Miyazaki        | Japonia    | 17:43,8 |
|         | Gyda Westvold Hansen  | Norwegia   | +3,6    |
|         | Anju Nakamura         | Japonia    | +18,5   |
| 4.      | Maria Gerboth         | Niemcy     | +23,0   |
| 5.      | Lisa Hirner           | Austria    | +1:23,6 |
| 6.      | Daniela Dejori        | Włochy     | +1:28,7 |
| 7.      | Ema Volavšek          | Słowenia   | +1:28,9 |
| 8.      | Anna Jäkle            | Niemcy     | +1:29,3 |
| 9.      | Jenny Nowak           | Niemcy     | +1:42,5 |
| 10.     | Anastasija Gonczarowa | Rosja      | +1:47,4 |